# Alegeri locale în Cluj-Napoca
Ultimele alegeri locale în municipiul Cluj-Napoca au avut loc în data de 27 septembrie 2020, primarul Emil Boc câștingând cel de-al cincilea mandat.

## Alegerile locale din 27 septembrie 2020
La scrutinul din 2020, Emil Boc a câștigat cel de-al cincilea mandat. 
| Candidați la Primăria Cluj             | Candidați la Primăria Cluj | Candidați la Primăria Cluj | Candidați la Primăria Cluj |
| Partid                                 | Candidat                   | Nr.voturi                  | %                          |
| -------------------------------------- | -------------------------- | -------------------------- | -------------------------- |
| Partidul Național Liberal              | Emil Boc                   | 73.182                     | 74.76%                     |
| Uniunea Salvați România                | Emanuel Ungureanu          | 8.094                      | 8.26%                      |
| Uniunea Democrată Maghiară din România | Botond Csoma               | 6.955                      | 7.10%                      |
| Partidul Social Democrat               | Valentin Cuibus            | 4.480                      | 4.57%                      |
| Partidul Mișcarea Populară             | Avram Fițiu                | 1.440                      | 1.47%                      |
| PRO România                            | Dan Codrean                | 758                        | 0.77%                      |

După alegeri, a rezultat următoarea componență a Consiliului Local :
| Partid | Partid | Consilieri | Componența Consiliului | Componența Consiliului | Componența Consiliului | Componența Consiliului | Componența Consiliului | Componența Consiliului | Componența Consiliului | Componența Consiliului | Componența Consiliului | Componența Consiliului | Componența Consiliului | Componența Consiliului | Componența Consiliului | Componența Consiliului | Componența Consiliului | Componența Consiliului |
| ------ | ------ | ---------- | ---------------------- | ---------------------- | ---------------------- | ---------------------- | ---------------------- | ---------------------- | ---------------------- | ---------------------- | ---------------------- | ---------------------- | ---------------------- | ---------------------- | ---------------------- | ---------------------- | ---------------------- | ---------------------- |
|        | PNL    | 16         |                        |                        |                        |                        |                        |                        |                        |                        |                        |                        |                        |                        |                        |                        |                        |                        |
|        | USR    | 5          |                        |                        |                        |                        |                        |                        |                        |                        |                        |                        |                        |                        |                        |                        |                        |                        |
|        | UDMR   | 4          |                        |                        |                        |                        |                        |                        |                        |                        |                        |                        |                        |                        |                        |                        |                        |                        |
|        | PSD    | 2          |                        |                        |                        |                        |                        |                        |                        |                        |                        |                        |                        |                        |                        |                        |                        |                        |

## Alegerile locale din 5 iunie 2016
La acest scrutin, Emil Boc a câștigat cel de-al patrulea mandat, din primul tur al alegerilor.
| Partidul Național Liberal              | Emil Boc          | 64.311 | 64.76% |
| Uniunea Democrată Maghiară din România | Anna Horvath      | 12.573 | 12.66% |
| Independent                            | Octavian Buzoianu | 8.721  | 8.78%  |

După alegeri, a rezultat următoarea componență a Consiliului Local:
| Partid | Partid   | Consilieri | Componența Consiliului | Componența Consiliului | Componența Consiliului | Componența Consiliului | Componența Consiliului | Componența Consiliului | Componența Consiliului | Componența Consiliului | Componența Consiliului | Componența Consiliului | Componența Consiliului | Componența Consiliului | Componența Consiliului | Componența Consiliului | Componența Consiliului | Componența Consiliului | Componența Consiliului |
| ------ | -------- | ---------- | ---------------------- | ---------------------- | ---------------------- | ---------------------- | ---------------------- | ---------------------- | ---------------------- | ---------------------- | ---------------------- | ---------------------- | ---------------------- | ---------------------- | ---------------------- | ---------------------- | ---------------------- | ---------------------- | ---------------------- |
|        | PNL      | 17         |                        |                        |                        |                        |                        |                        |                        |                        |                        |                        |                        |                        |                        |                        |                        |                        |                        |
|        | UDMR     | 5          |                        |                        |                        |                        |                        |                        |                        |                        |                        |                        |                        |                        |                        |                        |                        |                        |                        |
|        | PSD+ALDE | 5          |                        |                        |                        |                        |                        |                        |                        |                        |                        |                        |                        |                        |                        |                        |                        |                        |                        |

## Alegerile locale din 10 iunie 2012
La scrutinul din 2012, Emil Boc a câștigat cel de-al treilea manadat de primar.
| Partidul Democrat-Liberal | Emil Boc       | 53.674 | 40,60% |
| Uniunea Social-Liberală   | Marius Nicoară | 52.251 | 39,53% |

După alegeri, structura consiliului municipal a fost următoarea:
|       | Partid                                      | Consilieri | Componența Consiliului | Componența Consiliului | Componența Consiliului | Componența Consiliului | Componența Consiliului | Componența Consiliului | Componența Consiliului | Componența Consiliului | Componența Consiliului | Componența Consiliului | Componența Consiliului | Componența Consiliului |
| ----- | ------------------------------------------- | ---------- | ---------------------- | ---------------------- | ---------------------- | ---------------------- | ---------------------- | ---------------------- | ---------------------- | ---------------------- | ---------------------- | ---------------------- | ---------------------- | ---------------------- |
| 44,4% | Uniunea Social-Liberală                     | 12         |                        |                        |                        |                        |                        |                        |                        |                        |                        |                        |                        |                        |
| 37%   | Partidul Democrat Liberal                   | 10         |                        |                        |                        |                        |                        |                        |                        |                        |                        |                        |                        |                        |
| 14,8% | Uniunea Democrată a Maghiarilor din România | 4          |                        |                        |                        |                        |                        |                        |                        |                        |                        |                        |                        |                        |
| 3,8%  | Partidul Poporului – Dan Diaconescu         | 1          |                        |                        |                        |                        |                        |                        |                        |                        |                        |                        |                        |                        |

## Alegerile parțiale din 15 februarie 2009
La scrutinul din 15 februarie 2009 primarul interimar, Sorin Apostu (PDL), a obținut 56% din voturi. Pe locul al doilea s-a situat Marius Nicoară, candidat din partea PNL, cu 23% din voturi.

## Alegerile locale din 1 iunie 2008

### Consiliul Local
| Rezultatele pentru Consiliul Local Municipal | Rezultatele pentru Consiliul Local Municipal | Rezultatele pentru Consiliul Local Municipal | Rezultatele pentru Consiliul Local Municipal |
| Partide                                      | Voturi                                       | %                                            | Mandate                                      |
| -------------------------------------------- | -------------------------------------------- | -------------------------------------------- | -------------------------------------------- |
| Partidul Social Democrat                     |                                              |                                              | 3                                            |
| Partidul Național Liberal                    |                                              |                                              | 3                                            |
| Partidul Democrat                            |                                              |                                              | 16                                           |
| Uniunea Democrată Maghiară din România       |                                              |                                              | 5                                            |
| Total                                        |                                              |                                              | 27                                           |

## Alegerile locale din 2004

### Consiliul Local
| Rezultatele alegerilor pentru Consiliul Local Cluj-Napoca din 6 iunie 2004                      | Rezultatele alegerilor pentru Consiliul Local Cluj-Napoca din 6 iunie 2004 | Rezultatele alegerilor pentru Consiliul Local Cluj-Napoca din 6 iunie 2004 | Rezultatele alegerilor pentru Consiliul Local Cluj-Napoca din 6 iunie 2004 |
| Partide și alianțe                                                                              | Voturi                                                                     | %                                                                          |                                                                            |
| ----------------------------------------------------------------------------------------------- | -------------------------------------------------------------------------- | -------------------------------------------------------------------------- | -------------------------------------------------------------------------- |
| Alianța Dreptate si Adevăr - Partidul Național Liberal (PNL) - Partidul Democrat (PD)           | 43.823                                                                     | 29,57%                                                                     |                                                                            |
| Partidul România Mare (PRM)                                                                     | 30.864                                                                     | 20,82%                                                                     |                                                                            |
| Partidul Social Democrat (PSD)                                                                  | 30.457                                                                     | 20,55%                                                                     |                                                                            |
| Uniunea Democrată Maghiară din România (UDMR)                                                   | 28.172                                                                     | 19,01%                                                                     |                                                                            |
| Partidul Conservator (PC)                                                                       | 2.963                                                                      | 2,0%                                                                       |                                                                            |
| Partidul Unității Naționale Române (PUNR)                                                       | 2.015                                                                      | 1,36%                                                                      |                                                                            |
| Uniunea pentru Reconstrucția României (URR)                                                     | 1.943                                                                      | 1,31%                                                                      |                                                                            |
| Partidul Ecologist Român (PER)                                                                  | 1.429                                                                      | 0,96%                                                                      |                                                                            |
| Partidul Național Țărănesc Creștin Democrat (actual Partidul Național Popular Creștin Democrat) | 1.407                                                                      | 0,94%                                                                      |                                                                            |
| Partidul Noua Generație (actual Partidul Noua Generație - Creștin Democrat)                     | 787                                                                        | 0,53%                                                                      |                                                                            |
| Partidul Popular și al Protecției Sociale (PPPS)                                                | 761                                                                        | 0,51%                                                                      |                                                                            |
| Partidul Alianța Socialistă (PAS)                                                               | 612                                                                        | 0,41%                                                                      |                                                                            |
| Partida Romilor Social Democrată (PRSD)                                                         | 612                                                                        | 0,41%                                                                      |                                                                            |
| Partidul Creștin Democrat (PCD)                                                                 | 595                                                                        | 0,40%                                                                      |                                                                            |
| Acțiunea Populară (AP)                                                                          | 509                                                                        | 0,34%                                                                      |                                                                            |
| Partidul Național Democrat Creștin (PNDC)                                                       | 379                                                                        | 0,25%                                                                      |                                                                            |
| Partidul Forța Democrată (PFD) (Petre Roman)                                                    | 254                                                                        | 0,17%                                                                      |                                                                            |
| Partidul "Pentru Patrie" (PPP)                                                                  | 201                                                                        | 0,13%                                                                      |                                                                            |
| Uniunea Armenilor din România (UAR)                                                             | 165                                                                        | 0,11%                                                                      |                                                                            |
| Forța Dreptății                                                                                 | 155                                                                        | 0,10%                                                                      |                                                                            |
| Asociația Macedonenilor din România                                                             | 68                                                                         | 0,04%                                                                      |                                                                            |
| Total                                                                                           | 148.190                                                                    |                                                                            |                                                                            |

### Primărie
| Rezultatele alegerilor pentru primăria Cluj-Napoca din 6 iunie 2004, turul I | Rezultatele alegerilor pentru primăria Cluj-Napoca din 6 iunie 2004, turul I | Rezultatele alegerilor pentru primăria Cluj-Napoca din 6 iunie 2004, turul I | Rezultatele alegerilor pentru primăria Cluj-Napoca din 6 iunie 2004, turul I |
| Candidat                                                                     | Voturi                                                                       | %                                                                            |                                                                              |
| ---------------------------------------------------------------------------- | ---------------------------------------------------------------------------- | ---------------------------------------------------------------------------- | ---------------------------------------------------------------------------- |
| Ioan Rus (PSD)                                                               | 60.199                                                                       | 40,17%                                                                       |                                                                              |
| Emil Boc (Alianța D.A.)                                                      | 49.631                                                                       | 33,12%                                                                       |                                                                              |
| Gheorghe Funar (PRM)                                                         | 33.150                                                                       | 22,12%                                                                       |                                                                              |
| Liviu Sălăjan (PUNR)                                                         | 1.590                                                                        | 1,06%                                                                        |                                                                              |
| Smaranda Enache (AP)                                                         | 1.212                                                                        | 0,80%                                                                        |                                                                              |
| Nicolae Bocșa (URR)                                                          | 911                                                                          | 0,60%                                                                        |                                                                              |
| Viorica Ilieș (PUR)                                                          | 770                                                                          | 0,51%                                                                        |                                                                              |
| Ioan Mărcuș (PNȚCD)                                                          | 697                                                                          | 0,46%                                                                        |                                                                              |
| Sabin Gherman (PCD)                                                          | 652                                                                          | 0,43%                                                                        |                                                                              |
| Dorel Barz (PNG)                                                             | 542                                                                          | 0,36%                                                                        |                                                                              |
| Viorel Marincaș (PAS)                                                        | 495                                                                          | 0,33%                                                                        |                                                                              |
| Total                                                                        | 149.849                                                                      |                                                                              |                                                                              |

| Rezultatele alegerilor pentru primăria Cluj-Napoca din 20 iunie 2004, turul II | Rezultatele alegerilor pentru primăria Cluj-Napoca din 20 iunie 2004, turul II | Rezultatele alegerilor pentru primăria Cluj-Napoca din 20 iunie 2004, turul II | Rezultatele alegerilor pentru primăria Cluj-Napoca din 20 iunie 2004, turul II |
| Candidat                                                                       | Voturi                                                                         | %                                                                              |                                                                                |
| ------------------------------------------------------------------------------ | ------------------------------------------------------------------------------ | ------------------------------------------------------------------------------ | ------------------------------------------------------------------------------ |
| Emil Boc (Alianța D.A.)                                                        | 79.207                                                                         | 56,26%                                                                         |                                                                                |
| Ioan Rus (PSD)                                                                 | 61.584                                                                         | 43,74%                                                                         |                                                                                |
| Total                                                                          | 140.791                                                                        |                                                                                |                                                                                |

## Alegerile locale din 2000

### Consiliul Local
| Rezultatele alegerilor din 2000 la Cluj-Napoca | Rezultatele alegerilor din 2000 la Cluj-Napoca | Rezultatele alegerilor din 2000 la Cluj-Napoca | Rezultatele alegerilor din 2000 la Cluj-Napoca |
| Partide și alianțe                             | Voturi                                         | %                                              | Locuri                                         |
| ---------------------------------------------- | ---------------------------------------------- | ---------------------------------------------- | ---------------------------------------------- |
| Uniunea Democrată Maghiară din România         | 31.618                                         | 22,50                                          | 8                                              |
| Partidul România Mare                          | 30.762                                         | 21,89                                          | 8                                              |
| Partidul Social Democrat                       | 16.605                                         | 11,81                                          | 5                                              |
| Convenția Democrată Română                     | 10.264                                         | 7,30                                           | 3                                              |
| Partidul Unității Naționale Române             | ?(lipsă date)                                  | ?(lipsă date)                                  | 3                                              |
| Partidul Național Liberal                      | 5.432                                          | 3,86                                           | 2                                              |
| Alianța pentru România                         | 4.606                                          | 3,26                                           | 2                                              |
| Total                                          |                                                |                                                | 31                                             |

### Primărie
| Rezultatele alegerilor pentru primăria Cluj-Napoca din iunie 2000, turul I | Rezultatele alegerilor pentru primăria Cluj-Napoca din iunie 2000, turul I | Rezultatele alegerilor pentru primăria Cluj-Napoca din iunie 2000, turul I | Rezultatele alegerilor pentru primăria Cluj-Napoca din iunie 2000, turul I |
| Candidat                                                                   | Voturi                                                                     | %                                                                          |                                                                            |
| -------------------------------------------------------------------------- | -------------------------------------------------------------------------- | -------------------------------------------------------------------------- | -------------------------------------------------------------------------- |
| Gheorghe Funar (PRM)                                                       | ?                                                                          | 45,88%                                                                     |                                                                            |
| Péter Eckstein-Kovács (UDMR)                                               | ?                                                                          | 21,15%                                                                     |                                                                            |
| Șerban Rădulescu (CDR)                                                     | ?                                                                          | 11,44%                                                                     |                                                                            |
| Teodor Groza (PDSR)                                                        | ?                                                                          | 5,8%                                                                       |                                                                            |
| Aurel Tămaș (PUR)                                                          | ?                                                                          | 3,78%                                                                      |                                                                            |
| Total                                                                      | ?                                                                          |                                                                            |                                                                            |

| Rezultatele alegerilor pentru primărie Cluj-Napoca din 2000, turul II | Rezultatele alegerilor pentru primărie Cluj-Napoca din 2000, turul II | Rezultatele alegerilor pentru primărie Cluj-Napoca din 2000, turul II | Rezultatele alegerilor pentru primărie Cluj-Napoca din 2000, turul II |
| Candidat                                                              | Voturi                                                                | %                                                                     |                                                                       |
| --------------------------------------------------------------------- | --------------------------------------------------------------------- | --------------------------------------------------------------------- | --------------------------------------------------------------------- |
| Gheorghe Funar (PRM)                                                  | ?                                                                     | 53,13%                                                                |                                                                       |
| Șerban Rădulescu (CDR)                                                | ?                                                                     | 46,87%                                                                |                                                                       |
| Total                                                                 | ?                                                                     |                                                                       |                                                                       |